# Riina Viiding
Riina Viiding (1972-ig Riina Kiisk; Kohtla-Nõmme, 1948. február 1. –) észt színész, színházi szakember. Az Észt Színházi Szövetség vezetője, színházi irodalom kiadója.

## Élete
Zongorázni Veera Lensin mellett tanult a Tallinni Zeneművészeti Iskolában. 1966-ban a Tallinni 46. Számú Középiskolában (ma: Pelgulinna Gimnázium) végzett. 1973-ban a Tartui Egyetemen szerzett észt filológiából diplomát.
Rövid ideig az Észt Televíziónál alkalmazták rendező-asszisztensként. 1981 óta az Észt SZSZK Színházi Szövetségnél dolgozott, kezdetben tanácsadóként. 1996 óta az Észt Színházi Szövetség vezetője (későbbi vezérigazgató, ügyvezető titkár), 2005 óta az igazgatóság alelnöke.
Az Észt Színházi Szövetség kiadói tevékenységeit irányította, művek kiadását (enciklopédiák, évkönyvek, színházi jubileumi kiadványok, színházi emberek monográfiái, tankönyvek, színháztörténeti és elméleti kiadványok), többek között az Észt Zenei és Színházi Akadémiával együttműködve. Elo Viidinggel közösen öt CD-gyűjteményt készített Juhan Viiding (ARM Music, 2004) címmel, a férje emlékére.

### Családja
Apja Kaljo Kiisk (1925–2007) színész, filmrendező és politikus volt, az édesanyja Sinaida Kiisk koncertmester (sz. Ivanova). Juhan Viiding a férje, lányuk Elo Viiding.

## Díjai, elismerései
- Észt Vöröskereszt, negyedik osztály (2005)
- Priit Põldroos-díj (2011)

## Fordítás
- Ez a szócikk részben vagy egészben  a   Riina Viiding című észt Wikipédia-szócikk ezen változatának fordításán alapul.  Az eredeti cikk szerkesztőit annak laptörténete sorolja fel. Ez a jelzés csupán a megfogalmazás eredetét és a szerzői jogokat jelzi, nem szolgál a cikkben szereplő információk forrásmegjelöléseként.